# Lightworker
Lightworker è un singolo del cantautore canadese Devin Townsend, pubblicato il 25 ottobre 2022 come terzo estratto dal quindicesimo album in studio Lightwork.

## Descrizione
L'idea per il brano è stata scatenata dalla visione del documentario Netflix sullo psicologo e scrittore Richard Alpert Ram Dass - Ritornare a casa, alla cui memoria Townsend ha dedicato il brano. Pertanto, nella sezione centrale, è presente un campionamento vocale dell'autore.
Musicalmente, la traccia è stata accostata da alcuni critici a quanto visto nell'ottavo album in studio Empath per via della sua teatralità.

## Video musicale
Il video, diretto da iCode, è stato diffuso su YouTube contestualmente al lancio del singolo.

## Tracce
Testi e musiche di Devin Townsend, eccetto dove indicato.
1. Lightworker – 5:29
2. Call of the Void – 5:53 (musica: Devin Townsend, Martin Kennedy, Mattias Eklund)
3. Moonpeople – 4:43

## Formazione
Hanno partecipato alle registrazioni, secondo le note di copertina di Lightwork:
Musicisti
- Devin Townsend – chitarra, basso, voce, sintetizzatore
- Darby Todd – batteria
- Morgan Ågren – batteria aggiuntiva
- Federico Paulovich – batteria aggiuntiva
- Diego Tejeida – tastiera aggiuntiva
- Nathan Navarro – basso aggiuntivo
- Ché Aimee Dorval – voce aggiuntiva
- Anneke van Giersbergen – voce aggiuntiva
- The Elektra Women's Choir – coro
- Elizabeth Zharoff – cori aggiuntivi
- Tia Rose Maxfield – cori aggiuntivi
- Brian Diamond – cori aggiuntivi
- Ram Dass – voce campionata

Produzione
- GGGarth – produzione, ingegneria del suono
- Devin Townsend – produzione, missaggio, ingegneria del suono
- Troy Glessner – assistenza al missaggio, mastering
- Nygel Asselin – setup missaggio, ingegneria del suono
- John "Bandstack" Beatle Bailey – ingegneria del suono